# Paracroclisis washingtoni
Paracroclisis washingtoni är en stekelart som beskrevs av Girault 1913. Paracroclisis washingtoni ingår i släktet Paracroclisis och familjen puppglanssteklar. Inga underarter finns listade i Catalogue of Life.